# Classe Baden-Württemberg
Pour les articles homonymes, voir Bade-Wurtemberg.
La classe Baden-Württemberg, ou frégate 125 abrégée F125, est une classe de frégates lourdes en service dans la Deutsche Marine.

## Historique
Comprenant quatre navires, elle succède aux huit frégates de la classe Bremen (F122), qu’elle remplace.
Notifié en 2007, ce programme a été marqué par des problèmes techniques et d’importants retards, la tête de série Baden-Württemberg devant initialement être livrée en 2016.
Elle l’avait bien été en décembre de cette année-là mais après un an au sein de la marine allemande, celle-ci, très insatisfaite du bâtiment, l’avait renvoyé chez son constructeur avec ordre de résoudre une longue liste de problèmes.
La seconde baptisée Nordrhein-Westfalen entre en service le 10 juin 2020, la troisième baptisée Sachsen-Anhalt est livrée le 30 mars 2021 et la dernière, la Rheinland-Pfalz doit l'être au troisième trimestre 2021.

## Caractéristiques
Déplaçant 7 200 tonnes, ces frégates sont deux fois plus lourdes tout en étant armées par deux fois moins de marins que la classe précédente. Peu équipées pour la lutte anti-sous-marine et antiaérienne, elles sont destinées à des déploiements longs (jusqu'à 24 mois), dans un contexte de guerre asymétrique à proximité du littoral.
Elle est la première classe de navires équipée d'un radar à antenne active à nitrure de gallium, le TRS-4D de Hensoldt, qui jusqu’en 2017, était une partie de Airbus Defence and Space.

## Navires
| no coque | Nom                      | Chantier | Quille posée    | Lancement        | Commission,     | Statut     |
| -------- | ------------------------ | -------- | --------------- | ---------------- | --------------- | ---------- |
| F222     | Baden-Württemberg (de)   | Lürssen  | 2 novembre 2011 | 12 décembre 2013 | 17 juin 2019    | En service |
| F223     | Nordrhein-Westfalen (de) | Lürssen  | 24 octobre 2012 | 16 avril 2015,   | 10 juin 2020    | En service |
| F224     | Sachsen-Anhalt (de)      | Lürssen  | 4 juin 2014     | 4 mars 2016      | 17 mai 2021     | En service |
| F225     | Rheinland-Pfalz          | Lürssen  | 29 janvier 2015 | 24 mai 2017      | 13 juillet 2022 | En service |